# Гэнда, Минору
Минору Гэнда или Генда (яп. 源田 実  Гэнда Минору, 16 августа 1904, Хиросима — 15 августа 1989, Токио) — японский лётчик морской авиации, генерал, политический деятель.
Наиболее известен как разработчик тактики массированного применения авианосцев («гендизм») и один из авторов плана нападения на Пёрл-Харбор. В 1960—1980-е годы — член парламента, ультраправый политик.

## Биография

### Ранние годы
Минору Гэнда родился в семье фермера. Второй сын в семье древнего рода; два его брата закончили Токийский университет, ещё один — медицинский колледж в городе Тиба, самый младший поступил в военную академию. Гэнда после окончания средней школы № 1 в Хиросиме с целью стать лётчиком-истребителем поступил в Академию Императорского Военно-морского флота в Йокосуке, которую окончил в ноябре 1929 года первым в классе.

### Служба в Японском Императорском флоте
В следующие шесть лет Гэнда быстро продвигался по службе. Талантливый лётчик стал известен на флоте и в стране, будучи командиром авиационной группы, выступавшей по всей Японии с демонстрацией приёмов высшего пилотажа — таким образом «Летающий цирк Гэнды» участвовал в пропагандистской кампании морской авиации.
Гэнда был одним из первых в мире военно-морских офицеров, рассматривавших массированное применение авианосцев как инструмент завоевания господства в воздухе. В 1930-х годах авианосец был новым и неопробованным оружием. Большинство военно-морских стратегов и тактиков того времени отдавали предпочтение рейдам одиночных авианосцев к целям, либо действиям совместно с флотом для осуществления его прикрытия от вражеских бомбардировщиков. Гэнда же смог понять и оценить потенциал массированного авиационного удара по противнику с одновременным использованием большого числа авианосцев.
Горячий сторонник использования авиационной мощи ещё со времён учёбы в военно-морской академии, Гэнда убеждал военных руководителей предвоенной Японии остановить строительство линейных кораблей (которые, по его мнению, лучше было использовать как «волноломы» или «разобрать на металлолом») и сконцентрироваться на авианосцах, подводных лодках и быстроходных крейсерах и эсминцах поддержки. Больше всего, считал Гэнда, в случае, если Япония когда-нибудь будет вести войну с Соединёнными Штатами, Великобританией и Нидерландами, для выживания ей будет необходим высокотехнологичный и большой военно-морской авиационный флот.
Участвовал в японо-китайской войне. В 1940 году работал военно-воздушным атташе при посольстве в Вашингтоне. В том же году Гэнда ненадолго посетил Лондон, воздушное пространство которого в то время стало одной из арен битвы за Британию. В составленном им отчёте о боевых навыках основных истребителей противоборствующих сторон: Bf.109E у немцев; Hurricane Mk I и Spitfire Mk I у англичан, позволил сделать вывод о том, что новая модель японского истребителя Mitsubishi A6M Zero превосходит их всех по скорости и маневренности.

### Вторая мировая война

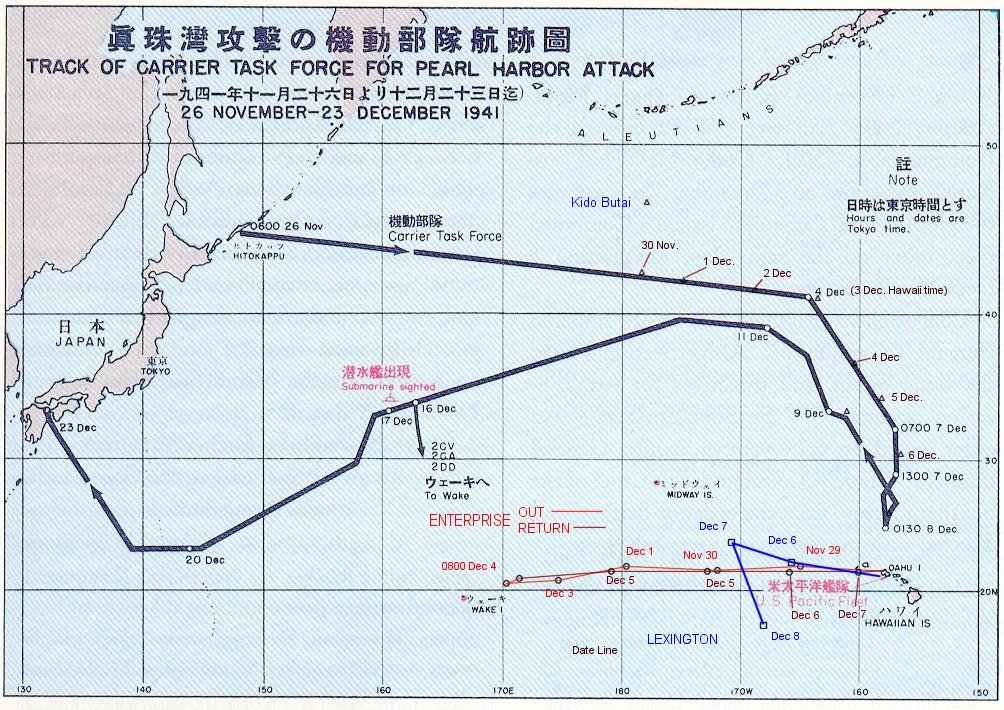
Маршрут, которым следовал японский флот к Пёрл-Харбору и обратно

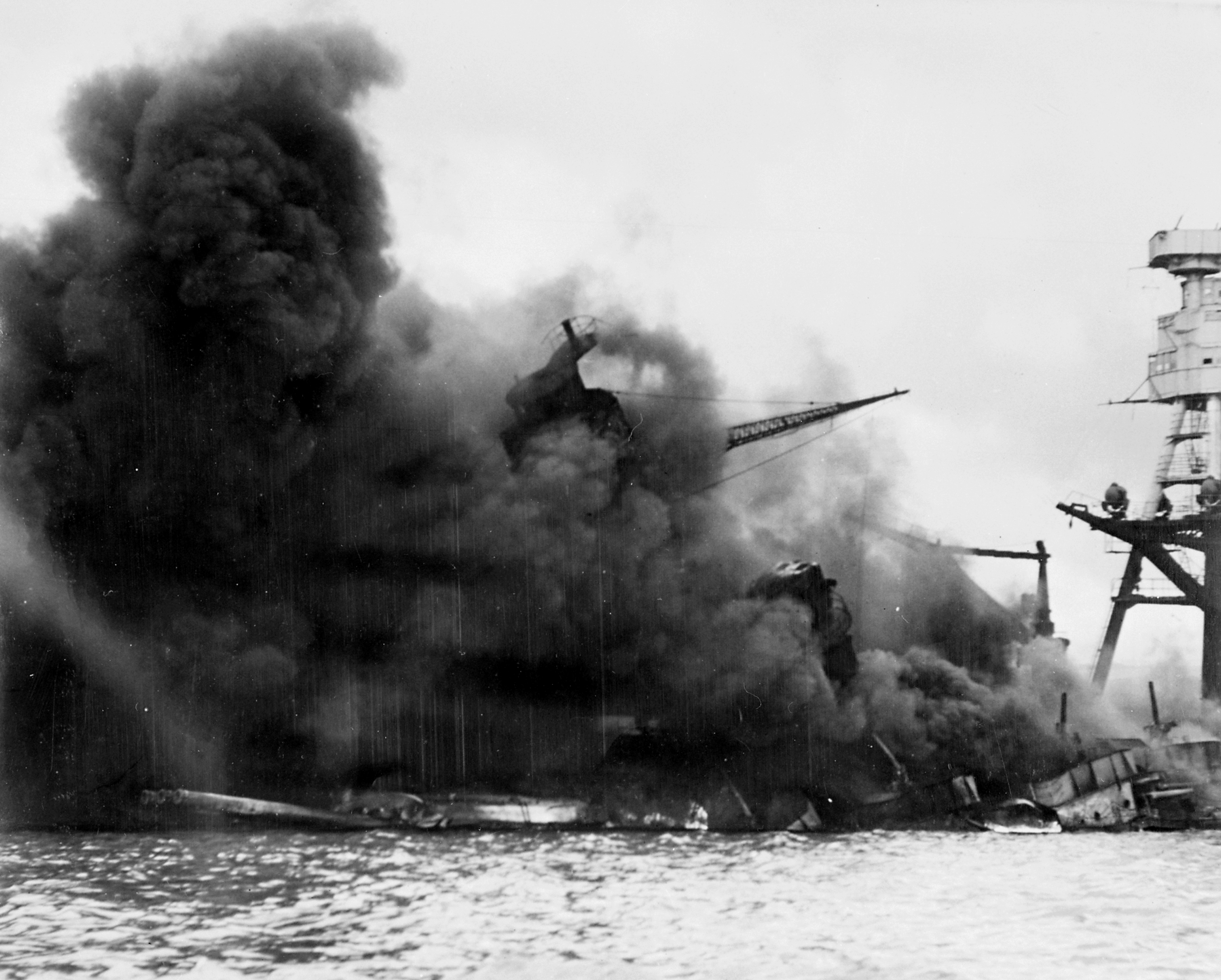
Линкор «Аризона» горит после взрыва, вызванного попаданием японской бомбы

План нападения на Пёрл-Харбор, осуществлённого под руководством адмирала Исороку Ямамото, в деталях был разработан в основном Гэндой. Ямамото познакомился с ним в 1933 году, когда тот служил на авианосце «Рюдзё». По первоначальному замыслу адмирала атака должна была осуществляться «с билетом в один конец» — пилоты, вылетев с расстояния в 500—600 миль от цели, после нападения должны были сесть на воду недалеко от Оаху и быть подобраны эсминцами и подлодками. Главная цель Ямамото — уничтожение американского Тихоокеанского флота — оправдывала потерю самолётов. Линкоры в то время считались важнейшим оружием морской войны, их потопление, по мнению японских стратегов, означало едва ли не решающий шаг к победе над противником.
Ямамото встретился с Гэндой в начале февраля 1941 года, рассказал о своём замысле и попросил высказать своё мнение. Гэнда выразил своё несогласие с подобной атакой, предложив использовать для удара авианосное соединение, скрытно подошедшее к цели на относительно небольшое расстояние. Он уже в 1934 году думал об этом и обсуждал этот вопрос с адмиралом Такидзиро Ониси. Гэнда убедил Ямамото в ключевом значении для нападения фактора внезапности и начал работать над планом. Особое внимание уделялось тренировкам экипажей, а также разработке новой тактики применения авиационных торпед, горизонтального бомбометания и координации совместных действий нескольких авианосцев.
Внезапная атака на Пёрл-Харбор вылилась в потопление 12 американских кораблей и уничтожение более 180 самолётов. Японский флот потерял всего лишь 29 самолётов и не потерял ни одного надводного корабля. В следующие шесть месяцев войны соединения японских авианосцев в Тихом и Индийском океанах нанесли огромный ущерб союзническим силам. Позднее битва при Мидуэе, в которой были потоплены четыре японских авианосца, положила конец этой фазе войны.
Гэнда лично участвовал во многих сражениях Второй мировой войны, его налёт составил больше 3000 часов. Ближе к концу войны он организовал элитное авиационное формирование (343-й кокутай) в качестве альтернативы подразделениям камикадзе. Гэнда верил, что даже в конце войны японские пилоты способны на равных сражаться с опытными американскими лётчиками, получившими отличную подготовку и снабжёнными новейшими самолётами. Он лично считал, что Kawanishi N1K2-J «Сидэн» значительно превосходит американские «Хэллкэты» F6F и «Корсары» F4U, а также не уступает последним самолётам союзников, при условии наличия опытного пилота в нём, что наглядно продемонстрировал в одном из боев на «Сиден-Кае» 343-го кокутая офицер Кинсуке Муто, атакованный 12 самолётами Грумман «Хеллкэт». Японский летчик сбил четыре истребителя ВМС США, вынудив остальных выйти из боя. Муто удалось вернуться на аэродром в Йокосука на повреждённом самолёте, который ещё можно было отремонтировать. Подразделение Минору оставило в истории яркий, но чрезвычайно короткий след из череды головокружительных побед, который, увы, уже не мог спасти положение Японии.
Свой опыт Второй мировой войны Гэнда описал в откровенной автобиографии.

### После войны
После войны Гэнда в звании генерала служил в Силах самообороны Японии, занимаясь испытанием новых американских реактивных истребителей. По некоторым данным, в обмен на это Дуглас Макартур обеспечил ему иммунитет от какого-либо послевоенного судебного преследования. Гэнда также руководил планом строительства новых военных баз и береговых укреплений на территории Японии под кодовым названием «Меч самурая», что фактически было нарушением договорённостей о послевоенном нейтралитете Японии.
Считается, что доказательства существования этого плана попали в Москву благодаря разведчику-нелегалу Шамилю Хамзину, который обнаружил соответствующие документы и аэрофотоснимки в квартире своих американских соседей, работавших на ЦРУ и сотрудничавших с Гэнда.

### Политическая деятельность
После выхода в отставку в 1962 году Минору Гэнда был избран в парламент от Либерально-демократической партии. Он стал первым из числа нескольких офицеров сил самообороны, попавших в политику благодаря покровительству преимущественно ультраправой политической фракции Сато. Оставаясь влиятельной фигурой в политике больше двадцати лет, Гэнда, будучи ведущим членом оборонного отдела Совета стратегических исследований ЛДП, часто представлял жёсткую националистическую позицию, поддерживая отмену или сокращение 9-й статьи послевоенной конституции Японии и ремилитаризацию вооружённых сил. Наряду с двенадцатью менее известными ультраправыми парламентариями от ЛДП он выступал резко против ратификации Японией Договора о нераспространении ядерного оружия во время сессий парламента 1974—1976 годов, на том основании, что «Японии, возможно, нужен всего один день, чтобы обзавестись своим ядерным арсеналом».
Гэнда скончался 15 августа 1989 года, ровно через 44 года после капитуляции Японии и всего за день до своего 85-летия.
Он был женат и имел троих детей.
Минору Гэнда фигурирует во многих литературных произведениях, посвящённых Второй мировой войне на Тихом океане, а также в кинематографе. В разное время его играли Тацуя Михаси («Тора! Тора! Тора!», 1970, Гэнда был также консультантом фильма), Роберт Ито («Мидуэй», 1976), Кэри-Хироюки Тагава («Пёрл-Харбор», 2001), Питер Синкода («Мидуэй», 2019).